# Hoven (Geilenkirchen)

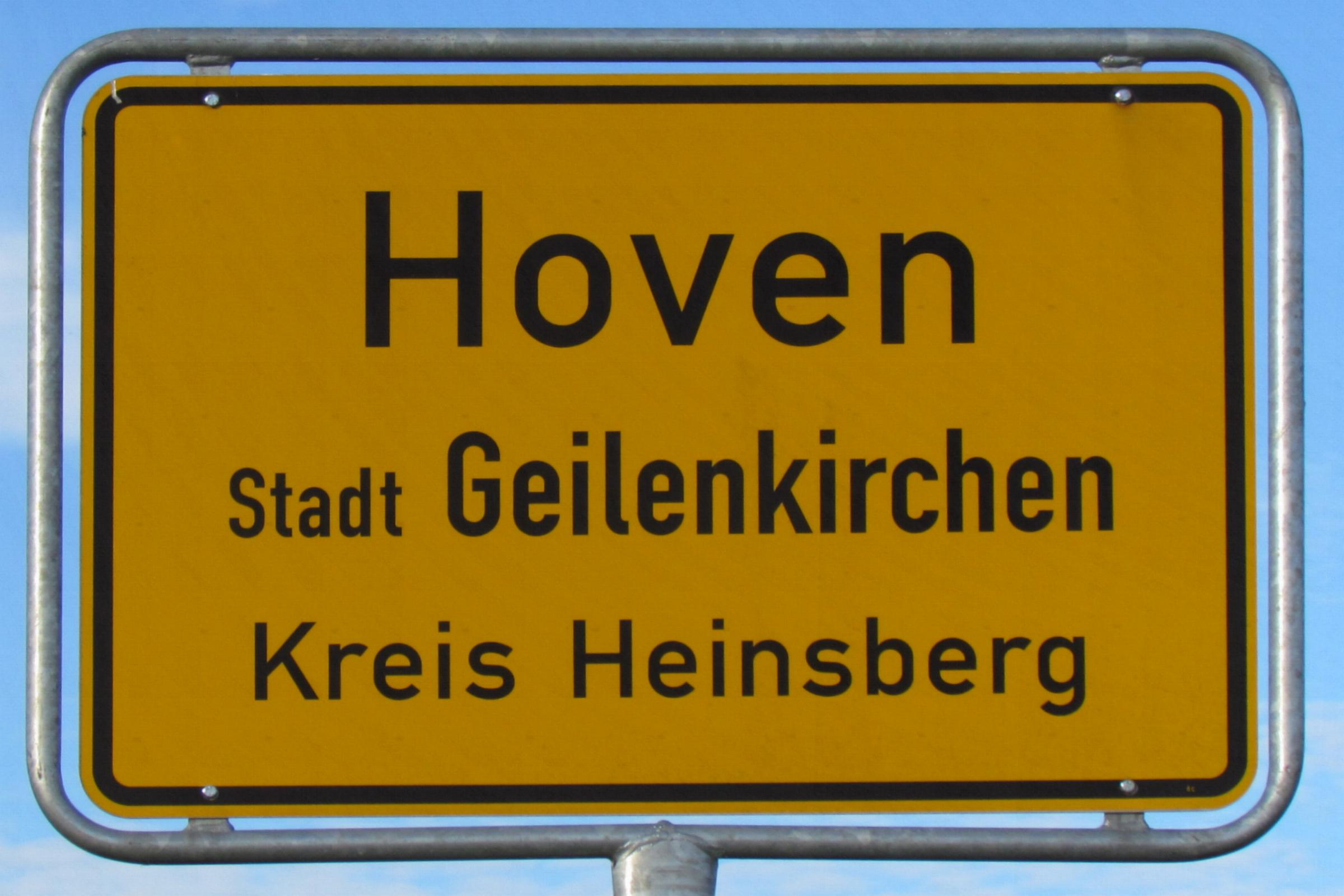
Ortsschild

Hoven ist ein Ortsteil der Mittelstadt Geilenkirchen im Kreis Heinsberg in Nordrhein-Westfalen.

## Geographie

### Lage
Hoven liegt nordöstlich von Geilenkirchen, etwa 700 m entfernt von der Landesstraße 42, die von Randerath über Geilenkirchen nach Heerlen (Niederlande) führt. Der Ort befindet sich oberhalb des Tales der Wurm auf einer Höhe von ca. 77 m über NN und etwa 20 m höher als der Wasserspiegel der Wurm. Hoven ist unmittelbar an der Stadtgrenze zur Stadt Heinsberg gelegen. In südwestlicher Richtung schließt sich der Hover Busch an.

### Gewässer
Die Wurm versorgte auf einer Flusslänge von 53 km zahlreiche Mühlen mit Wasser. Die Quelle der Wurm liegt südlich von Aachen bei 265 m über NN. Die Mündung in die Rur ist bei der Ortschaft Kempen in der Stadt Heinsberg bei 32 m über NN. Ende der 1960er, Anfang der 1970er Jahre wurde eine Wurmbegradigung durchgeführt. Der geschwungene, ab und an mäandrierende Flusslauf verschwand zu Gunsten einer einfachen Trassenführung. Die Flusslänge verkürzte sich und die Strömungsgeschwindigkeit nahm zu. Hoven hatte nie ein Problem mit Hochwasser. Durch die Flussbegradigung wurde die Bewirtschaftung der Wiesen und Benden im Tal der Wurm jedoch wesentlich verbessert.

### Nachbarorte
| Uetterath | Dremmen                                     | Randerath |
| Straeten  | Kompassrose, die auf Nachbargemeinden zeigt | Nirm      |
| Tripsrath | Süggerath                                   | Kraudorf  |

### Siedlungsform
Hoven ist ein beidseitig, locker bebauter Weiler mit mehreren Bauernhöfen in ländlicher Umgebung.

## Geschichte

### Ortsname
- 1387 Hoven
- 1452 Hoyve
- 1540 Hoeven
- 1820 Hoven

### Ortsgeschichte

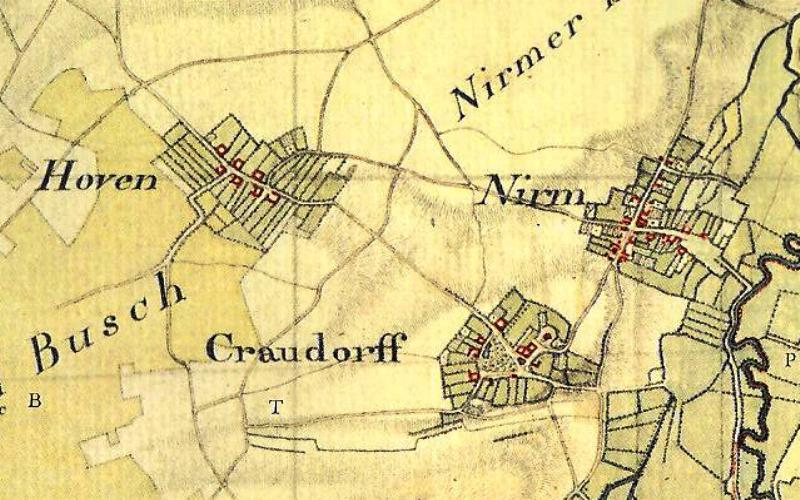
Hoven auf der Tranchotkarte 1803–1820

Hoven gehörte früher zum Jülicher Amt Randerath. 1387 nannte Arnold von Randerath unter den dortigen Schöffen auch Johannes von der Hoven. Über die kleine Siedlung im Gericht Randerath, nordwestlich von Kraudorf ist sehr wenig bekannt. Die Lage auf der Gemarkung im hohen Feld direkt am Waldgebiet Hover Busch macht es jedoch sehr wahrscheinlich, dass es sich um eine hochmittelalterliche Rodesiedlung handelt. Der Ort liegt an einer alten Wegegabelung, die auf der Tranchotkarte noch zu erkennen ist. Vermutlich lag der alte Ort Hoven hinter dem Wald auf einer Trümmerstelle. Er ging vermutlich mit den Orten Forst und Hölkerath im Dreißigjährigen Krieg unter.
Hoven hatte 1828 insgesamt 43 Einwohner, 1852 waren es 37 Einwohner und der Ort gehörte zur Bürgermeisterei Randerath. Im Zuge der Gebietsreform zum 1. Januar 1972 wurden die Orte Hoven, Kogenbroich, Kraudorf und Nirm von der Bürgermeisterei Randerath in die Stadt Geilenkirchen übernommen. Rechtsnachfolger ist nach § 29 des Aachen-Gesetzes die Stadt Geilenkirchen.

### Kirchengeschichte

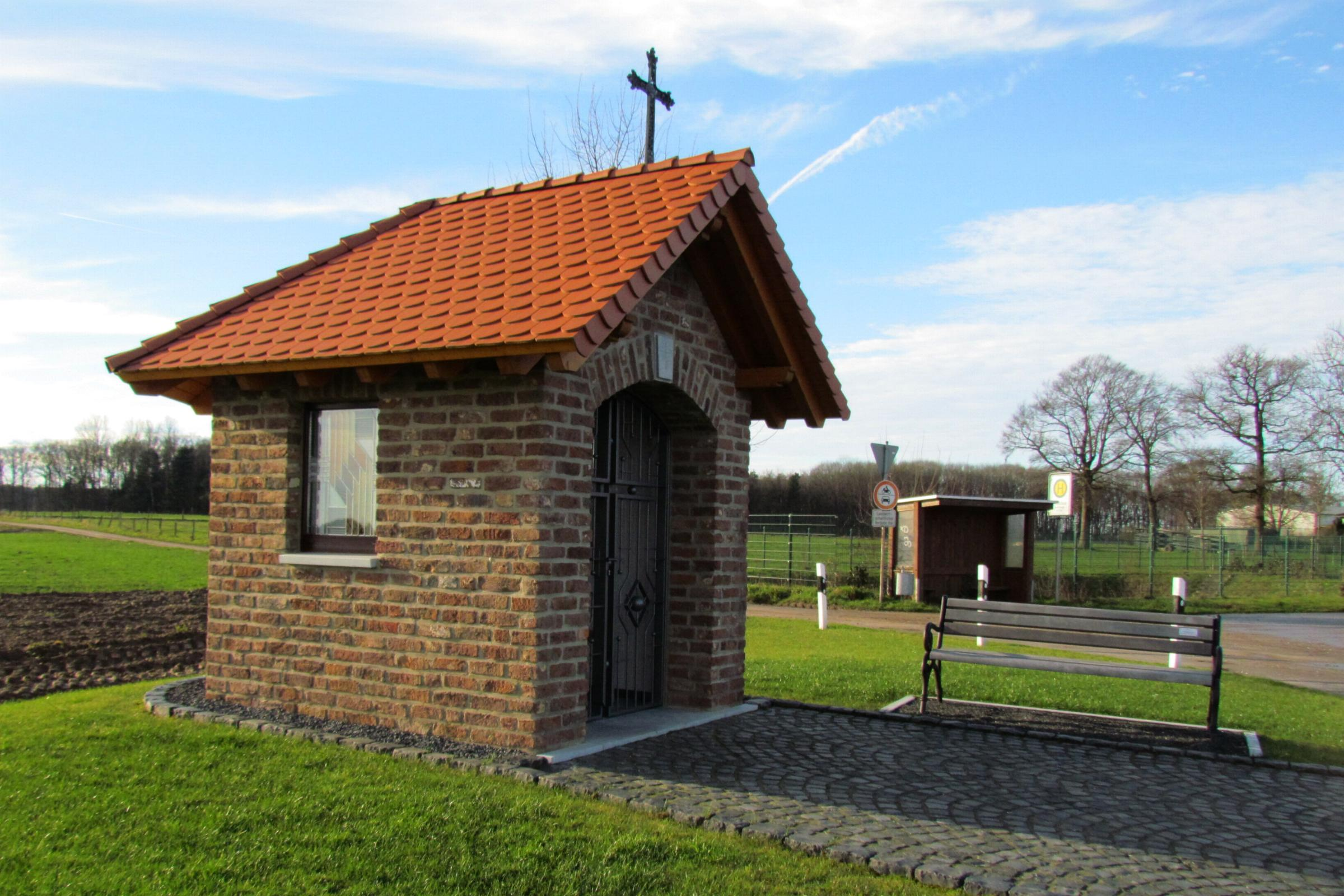
Kapelle

Die Pfarre St. Gertrud Kraudorf setzt sich aus den Orten Kraudorf, Kogenbroich, Nirm, Hoven, Leerodt und Zumdahl zusammen. Die Bevölkerung besteht zum größten Teil aus Katholiken.
1451 wurde zum ersten Mal eine Kyrche zo Kruytdorp erwähnt. 1521 wurde der Priester Hubert Hutmann († 1563) vom Jülicher Herzog, dem Dechant von Susteren als Pastor für Kraudorf präsentiert. Er war gleichzeitig Vikar des Johannesaltars in Randerath. Bei der Einrichtung des Bistums Aachen 1804 kam die Pfarre vom Bistum Lüttich an das neue Bistum und wurde dem Kanton Geilenkirchen zugeteilt. Als das wiedererrichtete Erzbistum Köln 1827 eine Neuorganisation vornahm, wurde aus dem Kanton das Dekanat Geilenkirchen. Seitdem gehört die Pfarre zu diesem Dekanat.
Im Zuge der Pfarrgemeindereformen im Bistum Aachen wurde die ehemals eigenständige katholische Pfarrgemeinde St. Gertrud Kraudorf in die Gemeinschaft der Gemeinden (GdG) St. Bonifatius Geilenkirchen eingegliedert.

## Politik
Gemäß § 3 (1) e) der Hauptsatzung der Stadt Geilenkirchen bilden die Orte Kraudorf, Nirm, Kogenbroich und Hoven einen Stadtbezirk. Der wird durch einen Ortsvorsteher im Stadtrat der Stadt Geilenkirchen vertreten.

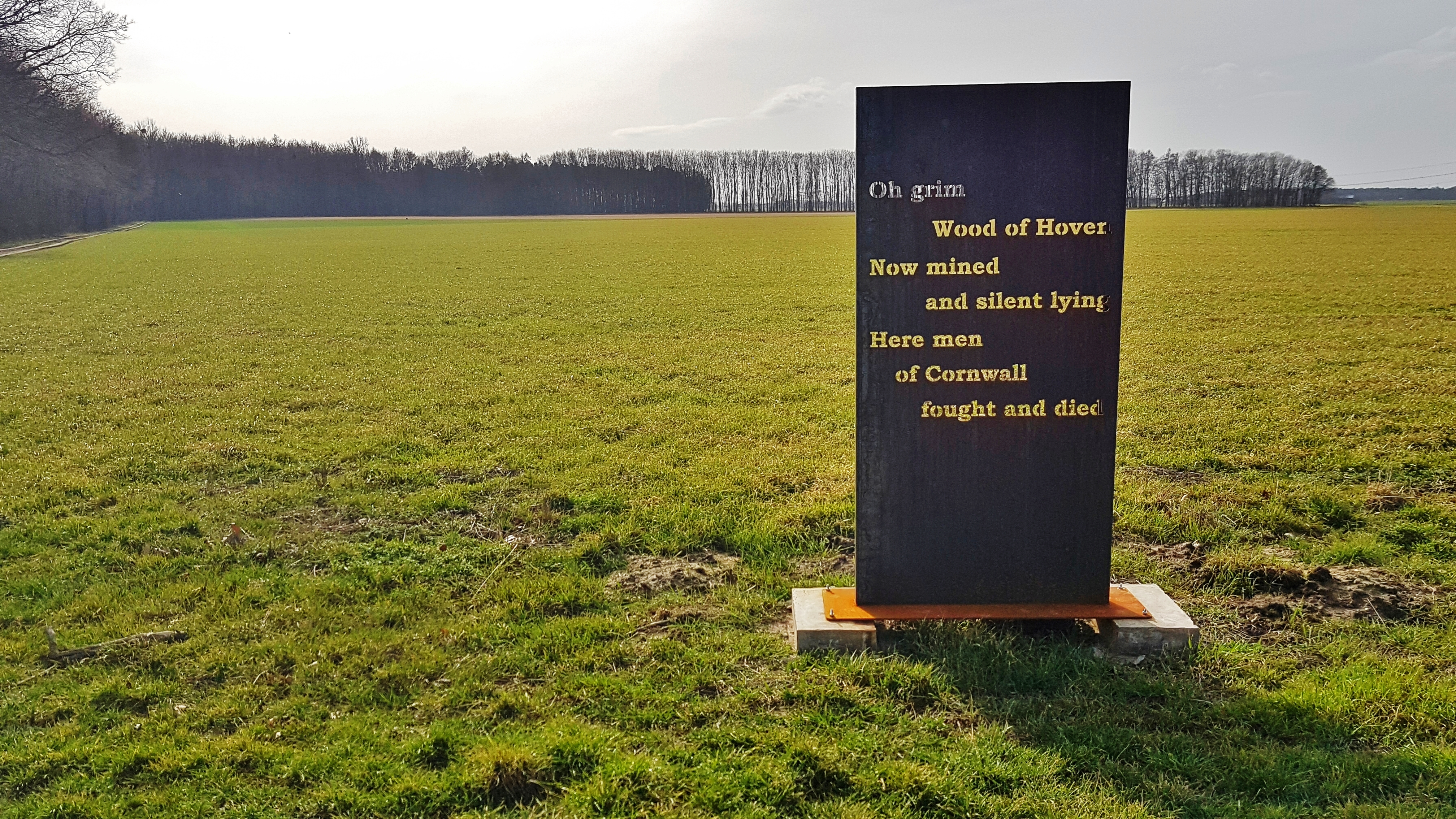
In Gedenken an die Winterkämpfe Nov. 1944 - Febr.1945 im Raum Rischden -Tripsrath - Hoven

## Sehenswürdigkeiten
- Katholische Pfarrkirche St. Gertrud als Denkmal Nr. 7
- Buntverglasung in der Katholischen Pfarrkirche[5]
- Katholisches Pfarrhaus in Kraudorf
- Kapelle der Schmerzhaften Mutter Maria, zwischen Kraudorf und Nirm
- Haus Zumdahl, rechteckige Hofanlage mit Turm und Wassergraben als Denkmal Nr. 41
- Gut Leerodt, ehemalige Wasseranlage als Denkmal Nr. 46
- Fußfallstationen zwischen Randerath und Nirm als Denkmal Nr. 44

## Infrastruktur
- Im Dezember 2015 lebten in Hoven 36 Personen.
- Es existieren mehrere landwirtschaftliche Betriebe mit Tierhaltung.
- Ein Spielplatz für Hoven befindet sich am Sportplatz in Kraudorf.
- Der Ort hat Anschluss an das Radverkehrsnetz NRW.

## Schulwesen
- Volksschule Kraudorf auch für Hoven 1925: 1 Klasse, 1 Stufe, 1 Lehrer, 58 Kinder
- Volksschule Kraudorf-Nirm auch für Hoven 1965: 2 Klassen, 2 Lehrerstellen, 56 Kinder

## Verkehr
Die AVV-Buslinie 407 der WestVerkehr verbindet Hoven an Schultagen mit Geilenkirchen und Hückelhoven.
| Linie | Verlauf |
| ----- | --- |
| 407   | (Myhl –) Gerderath – Altmyhl – Ratheim – Millich – Hückelhoven (– Hilfarth – Himmerich – Randerath Bf – (Hoven – Kraudorf –) Nirm – Kogenbroich – Müllendorf – Süggerath Mühlenkamp – Geilenkirchen Bf) |

## Vereine
- Interessengemeinschaft der Pfarre Kraudorf e. V.
- Freiwillige Feuerwehr Geilenkirchen, Löscheinheit Nirm auch zuständig für Hoven
- St. Antonius-Schützenbruderschaft Kraudorf-Nirm aus 1912
- Trommler- und Pfeifferkorps Kraudorf-Nirm
- FSV Kraudorf-Uetterath e. V.
- Kirchenchor St. Cäcilia aus 1874 (1998 mit dem Kirchenchor Würm fusioniert; 2003 aufgelöst)

## Regelmäßige Veranstaltungen
- Patronatsfest und Krönungsfeier der Majestäten
- Kirmeswochenende in der Pfarre von Freitag bis Sonntag
- Vogelschuss der Schützenbruderschaft eine Woche nach der Kirmes
- St. Martin-Umzug im Bereich der Pfarre
- Sommerfest des FSV Kraudorf-Uetterath e.V
- Alle zwei Jahre Sommerfest des Trommler- und Pfeifferkorps Kraudorf-Nirm
- In dem Jahr, in dem der Trommel- und Pfeifferkorps keine Veranstaltung hat, Lampionfest der Löscheinheit Nirm

## Straßennamen
In Hoven gibt es keine Straßenbezeichnungen, sondern nur Hausnummern, nach denen sich Einwohner, Postboten, Lieferanten und Besucher orientieren müssen.